# Pallavolo paralimpica ai XV Giochi paralimpici estivi - Torneo maschile
Il torneo maschile di pallavolo paralimpica ai XV Giochi paralimpici estivi si è svolto dal 9 al 18 settembre 2016 presso il Riocentro.

## Risultati

### Fase a gruppi

#### Gruppo A
| Squadra     | Pos | G | V | P | SV | SP | RS    | PF  | PS  | RP    |
| ----------- | --- | - | - | - | -- | -- | ----- | --- | --- | ----- |
| Egitto      | 1   | 3 | 3 | 0 | 9  | 4  | 2,250 | 267 | 234 | 1,141 |
| Brasile     | 2   | 3 | 2 | 1 | 8  | 4  | 2,000 | 278 | 212 | 1,311 |
| Germania    | 3   | 3 | 1 | 2 | 6  | 8  | 0,750 | 280 | 288 | 0,972 |
| Stati Uniti | 4   | 3 | 0 | 3 | 2  | 9  | 0,222 | 167 | 258 | 0,647 |

| Rio de Janeiro 9 settembre 2016, ore 10:00 UTC-3 | Brasile                  | 3 – 0 referto | Stati Uniti | Riocentro (2.873 spett.)\| Arbitri: \| Adnan Kolos Malsoon Jung \| |
| Arbitri:                                         | Adnan Kolos Malsoon Jung |               |             |                                                                    |

| Rio de Janeiro 9 settembre 2016, ore 14:00 UTC-3 | Egitto                       | 3 – 2 referto | Germania | Riocentro (4.752 spett.)\| Arbitri: \| Toomas Murulo Sari Mannersuo \| |
| Arbitri:                                         | Toomas Murulo Sari Mannersuo |               |          |                                                                        |

| Rio de Janeiro 11 settembre 2016, ore 10:00 UTC-3 | Brasile                      | 2 – 3 referto | Egitto | Riocentro (7.000 spett.)\| Arbitri: \| Benno Meijer Glynn Archibald \| |
| Arbitri:                                          | Benno Meijer Glynn Archibald |               |        |                                                                        |

| Rio de Janeiro 11 settembre 2016, ore 18:30 UTC-3 | Stati Uniti                  | 2 – 3 referto | Germania | Riocentro (8.200 spett.)\| Arbitri: \| An Qi Khalid Salem Shanishah \| |
| Arbitri:                                          | An Qi Khalid Salem Shanishah |               |          |                                                                        |

| Rio de Janeiro 13 settembre 2016, ore 14:01 UTC-3 | Egitto                    | 3 – 0 referto | Stati Uniti | Riocentro (4.500 spett.)\| Arbitri: \| Marie-Claude Richer An Qi \| |
| Arbitri:                                          | Marie-Claude Richer An Qi |               |             |                                                                     |

| Rio de Janeiro 13 settembre 2016, ore 20:30 UTC-3 | Germania                   | 1 – 3 referto | Brasile | Riocentro (7.542 spett.)\| Arbitri: \| Ebrahim Firouzi Erick Gaju \| |
| Arbitri:                                          | Ebrahim Firouzi Erick Gaju |               |         |                                                                      |

#### Gruppo B
| Squadra              | Pos | G | V | P | SV | SP | RS    | PF  | PS  | RP    |
| -------------------- | --- | - | - | - | -- | -- | ----- | --- | --- | ----- |
| Iran                 | 1   | 3 | 3 | 0 | 9  | 0  | —     | 228 | 173 | 1,318 |
| Bosnia ed Erzegovina | 2   | 3 | 2 | 1 | 6  | 3  | 2,000 | 206 | 184 | 1,120 |
| Ucraina              | 3   | 3 | 1 | 2 | 3  | 8  | 0,375 | 237 | 265 | 0,894 |
| Cina                 | 4   | 3 | 0 | 3 | 2  | 9  | 0,222 | 216 | 265 | 0,815 |

| Rio de Janeiro 10 settembre 2016, ore 18:30 UTC-3 | Iran                               | 3 – 0 referto | Cina | Riocentro (5.894 spett.)\| Arbitri: \| Janko Plesnik Ronaldo Tadeu Chaves \| |
| Arbitri:                                          | Janko Plesnik Ronaldo Tadeu Chaves |               |      |                                                                              |

| Rio de Janeiro 10 settembre 2016, ore 20:30 UTC-3 | Bosnia ed Erzegovina      | 3 – 0 referto | Ucraina | Riocentro (3.248 spett.)\| Arbitri: \| Kirsten Kohn Ana Sartorio \| |
| Arbitri:                                          | Kirsten Kohn Ana Sartorio |               |         |                                                                     |

| Rio de Janeiro 12 settembre 2016, ore 14:00 UTC-3 | Cina                        | 2 – 3 referto | Ucraina | Riocentro (3.500 spett.)\| Arbitri: \| Dominik Raca Stephen Giugni \| |
| Arbitri:                                          | Dominik Raca Stephen Giugni |               |         |                                                                       |

| Rio de Janeiro 12 settembre 2016, ore 21:00 UTC-3 | Iran                       | 3 – 0 referto | Bosnia ed Erzegovina | Riocentro (2.500 spett.)\| Arbitri: \| Malsoon Jung Janko Plesnik \| |
| Arbitri:                                          | Malsoon Jung Janko Plesnik |               |                      |                                                                      |

| Rio de Janeiro 14 settembre 2016, ore 18:30 UTC-3 | Bosnia ed Erzegovina          | 3 – 0 referto | Cina | Riocentro (3.500 spett.)\| Arbitri: \| Ronaldo Tadeu Chaves Dan Apol \| |
| Arbitri:                                          | Ronaldo Tadeu Chaves Dan Apol |               |      |                                                                         |

| Rio de Janeiro 14 settembre 2016, ore 20:30 UTC-3 | Ucraina                    | 0 – 3 referto | Iran | Riocentro (3.856 spett.)\| Arbitri: \| Debora Santos Benno Meijer \| |
| Arbitri:                                          | Debora Santos Benno Meijer |               |      |                                                                      |

### Fase a eliminazione diretta
|  | Semifinali           | Semifinali           | Semifinali |      |                      | Finale medaglia d'oro     | Finale medaglia d'oro     | Finale medaglia d'oro     |  |
|  |                      |                      |            |      |                      |                           |                           |                           |  |
|  | Egitto               | Egitto               | 0          |      |                      |                           |                           |                           |  |
|  | Egitto               | Egitto               | 0          |      |                      |                           |                           |                           |  |
|  | Bosnia ed Erzegovina | Bosnia ed Erzegovina | 3          |      |                      |                           |                           |                           |  |
|  | Bosnia ed Erzegovina | Bosnia ed Erzegovina | 3          |      | Bosnia ed Erzegovina | Bosnia ed Erzegovina      | 1                         |                           |  |
|  |                      |                      |            |      | Bosnia ed Erzegovina | Bosnia ed Erzegovina      | 1                         |                           |  |
|  |                      |                      | Iran       | Iran | 3                    |                           |                           |                           |  |
|  | Brasile              | Brasile              | Iran       | Iran | 3                    | 0                         |                           |                           |  |
|  | Brasile              | Brasile              |            |      |                      | 0                         |                           |                           |  |
|  | Iran                 | Iran                 | 3          |      |                      | Finale medaglia di bronzo | Finale medaglia di bronzo | Finale medaglia di bronzo |  |
|  | Iran                 | Iran                 | 3          |      |                      |                           |                           |                           |  |
|  |                      |                      |            |      |                      |                           |                           |                           |  |
|  |                      |                      |            |      |                      | Egitto                    | Egitto                    | 3                         |  |
|  |                      |                      |            |      |                      | Egitto                    | Egitto                    | 3                         |  |
|  |                      |                      |            |      |                      | Brasile                   | Brasile                   | 2                         |  |

#### Semifinali
| Rio de Janeiro 16 settembre 2016, ore 18:30 UTC-3 | Egitto                       | 0 – 3 (23-25, 39-50, 59-75) referto | Bosnia ed Erzegovina | Riocentro (7.250 spett.)\| Arbitri: \| Benno Meijer Glynn Archibald \| |
| Arbitri:                                          | Benno Meijer Glynn Archibald |                                     |                      |                                                                        |

| Rio de Janeiro 16 settembre 2016, ore 20:30 UTC-3 | Brasile            | 0 – 3 (20-25, 39-50, 56-75) referto | Iran | Riocentro (8.550 spett.)\| Arbitri: \| Dominik Raca An Qi \| |
| Arbitri:                                          | Dominik Raca An Qi |                                     |      |                                                              |

#### Finale medaglia di bronzo
| Rio de Janeiro 18 settembre 2016, ore 09:30 UTC-3 | Egitto                              | 3 – 2 (28-26, 57-57, 76-82, 101-104, 116-117) referto | Brasile | Riocentro (8.150 spett.)\| Arbitri: \| Ebrahim Firouzi Marie-Claude Richer \| |
| Arbitri:                                          | Ebrahim Firouzi Marie-Claude Richer |                                                       |         |                                                                               |

#### Finale medaglia d'oro
| Rio de Janeiro 18 settembre 2016, ore 12:38 UTC-3 | Bosnia ed Erzegovina               | 1 – 3 (21-25, 46-46, 64-71, 79-96) referto | Iran | Riocentro (5.100 spett.)\| Arbitri: \| Janko Plesnik Ronaldo Tadeu Chaves \| |
| Arbitri:                                          | Janko Plesnik Ronaldo Tadeu Chaves |                                            |      |                                                                              |

### Incontri per i piazzamenti finali

#### 7º/8º posto
| Rio de Janeiro 16 settembre 2016, ore 13:30 UTC-3 | Stati Uniti                         | 0 – 3 (15-25, 31-50, 48-75) referto | Cina | Riocentro (6.850 spett.)\| Arbitri: \| Ana Sartorio Khalid Salem Shanishah \| |
| Arbitri:                                          | Ana Sartorio Khalid Salem Shanishah |                                     |      |                                                                               |

#### 5º/6º posto
| Rio de Janeiro 16 settembre 2016, ore 15:30 UTC-3 | Germania             | 1 – 3 (21-25, 46-47, 65-72, 88-97) referto | Ucraina | Riocentro (5.927 spett.)\| Arbitri: \| Dan Apol Adnan Kolos \| |
| Arbitri:                                          | Dan Apol Adnan Kolos |                                            |         |                                                                |

## Classifica
| Posizione | Squadra              |
| --------- | -------------------- |
| 1         | Iran                 |
| 2         | Bosnia ed Erzegovina |
| 3         | Egitto               |
| 4         | Brasile              |
| 5         | Ucraina              |
| 6         | Germania             |
| 7         | Cina                 |
| 8         | Stati Uniti          |